# Jennifer Brown
Vera Jennifer Brown, född 18 februari 1972 i Hjällbo i Göteborg, är en svensk soul- och popsångare, låtskrivare och skådespelare.

## Biografi
Brown växte upp med svensk mor, far från Trinidad och två syskon i Göteborgsförorten Hjällbo. Hon gick på mellanstadiet i Hjällbos Montessorihus och på högstadiet i musikklass i Brunnsboskolan i Göteborg, där hon bland annat uppträdde med låten "Fame" från TV-serien Fame. Hon blev medlem i soulpopgruppen Miracle, men när denna upplöstes övergick hon till att skriva låtar och satsa på en solokarriär. 
Med det R&B-inriktade debutalbumet Giving You The Best (1994) och hitlåtar som "My Everything" och "Heaven Come Down" – med medverkan av kända amerikanska producenter, Anders Bagge, Lenny Kravitz, Titiyo, Dilba med flera – fick hon stor uppmärksamhet, lanserades stort internationellt och kallades ”Sveriges nya souldrottning”. Skivan sålde i över 500 000 exemplar världen över och hon hamnade på topplistor i flera länder. Att fadern under hennes barndom plötsligt en natt lämnade familjen återspeglas i låten "Daddy's Gone".
Jennifer Brown fortsatte söka sig fram bland musikstilarna, gav 1997 ut In My Garden och övergick med den internationella framgången Vera (1998) till ren pop med bland annat en stor hit med "Tuesday Afternoon". För Vera belönades hon 1998 med en Grammis för Bästa kvinnliga pop/rockartist. 
2003 släpptes albumet Home. Brown gjorde därefter ett uppehåll, fick en roll i den prisbelönta långfilmen Förortsungar (2006) och studerade psykologi. 2009 kom albumet Bloom in November. Brown deltog även i Melodifestivalen 2009 med låten "Never Been Here Before". Jennifer Brown tävlade i andra deltävlingen i Skellefteå fast gick inte vidare, då hon slutade på en sjunde plats.
2013 gjorde Brown musikaldebut i den framträdande rollen Fru Johnsson i Blodsbröder i regi av Alexander Öberg på Stockholms stadsteater. Hon spelade också en roll i SVT:s serie Ettor och nollor 2014. 
I maj 2015 gav hon för första gången ut en låt på svenska med singeln Kom hem till mig.

## Diskografi
- 1994 – Giving You The Best
- 1997 – In My Garden
- 1998 – Vera
- 2003 – Home
- 2009 – Bloom in November (EP)

### Singlar
- 1993 – "Take a Piece of My Heart"
- 1992 – "Heaven Come Down"
- 1995 – "It Should Have Been You" (Blacknuss feat. Jennifer Brown & Titiyo)
- 1997 – "In My Garden"
- 1997 – "When to Hold on"
- 1998 – "Alive"
- 1998 – "Tuesday Afternoon"
- 1999 – "Two in the Morning"
- 2003 – "Weak"
- 2003 – "Go Your Own Way"
- 2009 – "Never Giving Up on Love"
- 2009 – "Never Been Here Before"
- 2015 – "Kom hem till mig"

## Filmografi
- 2006 – Förortsungar
- 2014 – Ettor och nollor (TV-serie)